# بابلو كاتاتومبو
بابلو كاتاتومبو (من مواليد 19 مارس 1953) سياسي كولومبي. كان قائد حرب عصابات سابق في القوات المسلحة الثورية لكولومبيا، وكان جزءًا من أمانتها في القيادة العليا للقوات المسلحة الثورية لكولومبيا. تولى كاتاتومبو قيادة العديد من جبهات القوات المسلحة الثورية لكولومبيا في تشوكو وفالي ديل كاوكا في التسعينيات، وبعد ذلك نما حجمها وأصبحت قوية بما يكفي لمحاربة المجموعة شبه العسكرية في المنطقة.

## الحياة في حالة حرب
في عام 1967 أصبح عضوا في الحزب الشيوعي الكولومبي، وفي عام 1968 أصبح عضوا في الشباب الشيوعي الكولومبي. دعته المنظمة للمشاركة في دورة في ضواحي موسكو، في معهد تابع للاتحاد السوفيتي مخصص لتدريس الأيديولوجية الماركسية اللينينية. ضم الوفد الكولومبي قائد القوات المسلحة الثورية الكولومبية المستقبلي غييرمو ليون ساينز، وعضو الكونغرس عن الاتحاد الوطني المستقبلي ليوناردو بوسادا.
كان أول عمل له في حرب العصابات في عام 1973 أثناء هجوم في مدينة هويلا بكولومبيا. في عام 1976 عُين رئيسًا للجبهة السادسة والعشرين للقوات المسلحة الثورية لكولومبيا، وفي عام 1979 أصبح زعيمًا للجبهة السادسة. وكان متحدثًا خلال محادثات السلام عام 1992 في تلاكسكالا بالمكسيك. في نفس العام أصبح عضوا في هيئة الأركان العامة للدولة للقوات المسلحة الثورية لكولومبيا. اغتيلت شقيقته جانيث توريس فيكتوريا في عام 1997 بأوامر من زعيم الجماعات شبه العسكرية كارلوس كاستانيو.
كان المتحدث الرئيسي باسم فارك في مفاوضات السلام مع الحكومة الكولومبية في هافانا بكوبا. بعد تسريح المجموعة انضم كاتاتومبو إلى الحزب السياسي الذي تم إنشاؤه حديثًا للقوة البديلة الثورية المشتركة، وأصبح أحد أعضاء مجلس الشيوخ الخمسة المعينين للحزب، بعد شروط مفاوضات هافانا.